# Massacre de Metgethen

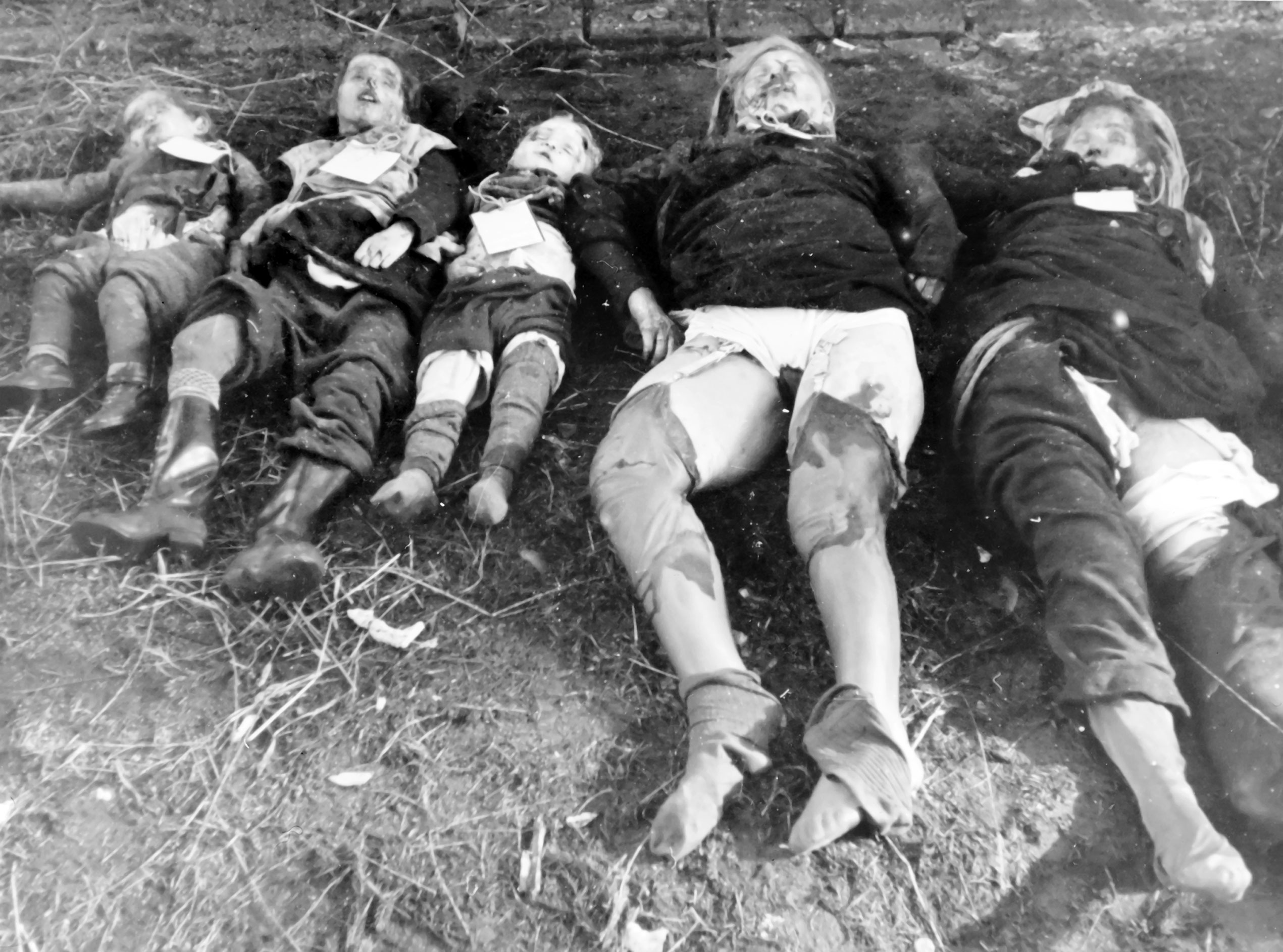
Civis alemães, duas mulheres e três crianças, assassinadas por militares soviéticos.

O Massacre de Metgethen (em alemão:  Massaker von Metgethen) foi o assassinato em massa de cerca de 3000 civis alemães e de um número indeterminado de trabalhadores ou fugitivos ucranianos   por soldados do Exército Vermelho nos arredores de Königsberg, na Prússia Oriental, localizado atualmente no Oblast de Kaliningrado. Aconteceu entre janeiro e fevereiro de 1945.

## Os crimes
Em fins de janeiro de 1945 o exército soviético conseguiu tomar o controle da ferrovia e autovia até o porto de Pillau, que permitia o suprimento dos alemães na defesa de Königsberg (actual cidade de Kaliningrado).
Na noite de 29 de janeiro de 1945, os soviéticos invadiram Metgethen (na altura uma pequena povoação, é hoje, com o nome de "Imeni Alexandra Kosmodemyanskogo", parte de Kaliningrado),  no entorno de Königsberg. Na localidade encontrava se uma grande quantidade de civis, tanto habitantes como fugitivos ucranianos. Em 19 de fevereiro de 1945 [3][ligação inativa]  tropas alemães da 5.a Divisão Panzer and 1.a de Infantaria reconquistaram a área entre Pillau e Königsberg. Ao acessarem Metgethen, encontraram uma grande quantidade de cadáveres de civis que apresentavam evidências de terem sofrido violências sexuais, mutilações e espancamentos.

## As Testemunhas

#### Testemunho de um comandante alemão ao alcançar Metgethen no contra-ataque que expulsou os soviéticos
"Sem perdas de blindados alcançamos a áera principal de combate. A malta inimiga batia em retirada. Ao chegarmos em Metgethen nos gelou o sangue nas veias. Petrificados observamos o feito dos russos. Na estação ferroviária havia um vagão de fugitivos, apinhado de mulheres e jovens estupradas e assassinadas. Em 20 de fevereiro também reconquistamos o povoado de Powayen. Tanto aqui como em Groß-Medenau, que reconquistamos em 23 de fevereiro, o mesmo quadro. Pessoas trucidadas e mutiladas de todas idades e sexos. Adultos prostrados ao lados de crianças de colo nas ruas, nos quintais e nas casas dos povoados."

#### Relato de um soldado alemão, citado pelas iniciais B.H.
"Durante os combates  para o restabelecimento da ligação terrestre entre Königsberg e Pillau entre 19 e 24 de fevereiro de 1945, os soldados das formações de ataque alemãs lograram observar os seguintes crimes:
1.No povoado de Metgethen, nos arredores a oeste de Königsberg, encontramos muitas residências com mulheres e crianças na idade entre 10 de 80 anos, estupradas e assassinadas. Em torno de 200 mortos desta forma, nós coletamos para proceder à identificação. Isto somente na área de combate da 1ª. e 561 Divisão de Infanteria.
2.No campo de tênis de Metgethen havia uma cratera formada por uma detonação, com aproximadamente 10 metros de diâmetro e quatro metros de fundura. No seu interior, na sua borda, no seu entorno e em cima da cerca do campo de tênis, bem como nas galhadas das arvores em volta encontravam-se pendurados cadáveres e partes de corpos humanos de aproximadamente 25 homens, mulheres e crianças. Entre os homens havia três ou quatro corpos de soldados da artilharia anti-aérea (Flak-Flugzeugabwehrkanone) e alguns homens em uniforme da polícia alemã. Em torno da cratera havia ainda alguns cadáveres de cavalos e carroças com roupas e pertences pessoais, provavelmente de fugitivos, tudo despedaçado. Partes de corpos humanos, como pedaços de braços, pernas e outros, encontramos num raio de até 200 metros do campo de tênis.
Evidenciava-se que as pessoas assassinadas foram arrebanhadas dentro da cratera do campo de ténis, as carroças colocadas em volta e em seguida detonado um artefato explosivo no interior e entre as vítimas encurraladas."

## Averiguações
Hermann Sommer foi capitão na equipe (stab) do Comandante de Defesa de Königsberg, General Otto Lasch  e do Comando das Forças Armadas de Königsberg. Foi igualmente responsável pela acomodação das tropas e pela administração do sistema prisional  O Capitão Hermann Sommer foi testemunha dos fatos, e no verão de 1951 prestou depoimento juramentado sobre as atrocidades militares soviéticas  O depoimento possui valor especial pela importância das informações recebidas, ao confirmar as declarações coletadas à época: Hermann Sommer declarou que após a reconquista de Metgethen "...Além dos cadáveres espalhados em todo povoado, foram descobertas duas covas coletivas de tamanho maior, nas quais encontravam se aproximadamente tres mil cadáveres, na sua maioria de mulheres, meninas e crianças...". Conforme Sommer "...grande parte dos corpos eram de pessoas de nacionalidade russa..."  Hermann Sommer ao chamá-los de "russos" referia-se a ucranianos, dos quais os homens em condições físicas aceitáveis  tinham sido imediatamente incorporados em unidades penais russas e o restante teria  sido fuzilado.

## Documentos
Durante a Segunda Guerra Mundial, a sindicância e os trabalhos de identificação e documentação prosseguiam. Uma comissão especial fotografou centenas de cadáveres e protocolou depoimentos testemunhais. Parte desta documentação foi guardada no posto de trabalho de Sommer, que se tornou um centro de coleta de dados e posto de informações para parentes das vítimas. Em 02 de abril de 1945, um bombardeio dos aliados destruiu as instalações e os documentos. 
Os acontecimentos em Metgethen são conhecidos principalmente através de  testemunhas alemãs e de um  álbum de fotos,  contendo 26 fotografias, arquivado nos EUA, na Library of Congress, com o titulo original  "Relato fotográfico sobre os alemães assassinados e violentados pelos bolcheviques em Metgethen" (Bildbericht über von den Bolchewisten ermordete und geschändete Deutsche in Metgethen)  e uma anotação "O comandante da Sicherheitspolizei ( isto é,  SiPo, Polícia de Segurança), em Köngsberg "  ("Der Kommandeur der Sicherheitspolizei, Königsberg ").

## Controvérsias
Os crimes do Exército Vermelho contra a população civil alemã, e os semelhantes da Wehrmacht na Frente Oriental, especialmente a violação de mulheres, têm sido um assunto pouco exposto, ou mesmo tabu, na historiografia alemã.
O que se passou em Metgethen foi mais divulgado após a publicação dum livro - A Terrible Revenge: The Ethnic Cleansing of the East European Germans, 1944–1950 -  de Alfred-Maurice de Zayas, historiador e advogado americano, conhecido pela defesa dos direitos humanos. O historiador baseou-se nos documentos dos Arquivos Federais da Alemanha, e em entrevistas de testemunhas, algumas delas a viver nos EUA . O livro descreve os crimes cometidos contra populações alemãs pela União Soviética, Polónia, Checoslováquia,  Hungria e Jugoslávia no fim da Segunda Guerra Mundial. Rainer Ohliger nota que faltou contrastar as narrativas contidas no livro com as do lado russo, ou checo, ou polaco.
"Alfred de Zayas revelou, com efeito, os alemães expulsos como seres humanos. Ele devolve-lhes uma humanidade que lhes foi literalmente tirada por Hitler, Estaline e os Aliados  e depois retida figurativamente por historiadores e jornalistas" ,diz Charles M. Barber no prefácio do livro. 
Quanto ao próprio historiador, ainda na introdução da sua obra, comenta:" A expulsão e os horrores que a acompanharam não são fantasias exageradas dos historiadores revisionistas alemães. Estes eventos representam um episódio histórico de consequência considerável, e para compreender a história da Alemanha após a Segunda Guerra Mundial até e após a reunificação,temos de entendê-los" (...) "Todas as vítimas de injustiça merecem o nosso respeito".